# Lophiostoma aquaticum
Lophiostoma aquaticum är en svampart som först beskrevs av J. Webster, och fick sitt nu gällande namn av Aptroot & K.D. Hyde 2002. Lophiostoma aquaticum ingår i släktet Lophiostoma och familjen Lophiostomataceae.   Inga underarter finns listade i Catalogue of Life.